# Barrio El Brisal (San Pedro de Macorís, República Dominicana)
El barrio El Brisal, ubicado en el municipio cabecera de San Pedro de Macorís forma parte de los sesenta y siete barrios, organizados en setenta juntas de vecinos que componen dicho municipio y es uno de los más recientes; se inició a finales del siglo XX y comienzos del siglo XXl.
El Brisal es un barrio lleno de personas valientes, trabajadoras y esforzadas que luchan por el desarrollo y bienestar de su comunidad.

## Historia
El barrio El Brisal se inicia en el período de gobierno del Presidente Leonel Fernández (1996 -2000) con intensas luchas y los desalojos de estas tierras pedidas en reclamo por la familia Romero Santana de ascendencia española, quienes querían apoderarse de éstas alegando que les pertenecían. Esta familia era encabezada por Víctor Romero Santana, siendo la totalidad de ese período un tiempo de intensas luchas y enfrentamientos debido a que cuando estas personas construían, les destruían sus viviendas y les tumbaban las cercas. Dada esa situación de luchas y enfrentamientos por los terrenos, muchas de estas personas amanecían cuidando sus terrenos y se enfrentaban a sus oponentes en esta lucha de intereses.
En el período presidencial (2000 – 2004), con la llegada del Ing. Hipólito Mejía al poder se hizo una tregua en los enfrentamientos y desalojos. En ese período el presidente declaró estos terrenos como de utilidad pública o del Estado, siendo entonces cuando los moradores comenzaron a establecerse oficialmente en estas tierras. En el segundo gobierno de Leonel Fernández período (2004–2008), nuevamente comenzaron las amenazas de desalojos pero no fueron consumadas estas amenazas.

## Geografía
Este barrio hoy en día cuenta con un espacio territorial de aproximadamente 2,8 ha; ubicado entre los barrios Villa España, que le limita al norte, Villa Coral al oeste, Villa Orilla y Punta de Garza al sur, y Villa Visan y barrio México al este.

### Densidad poblacional
El Brisal cuenta con aproximadamente 4.500 habitantes.

## Recursos Naturales
-Flora

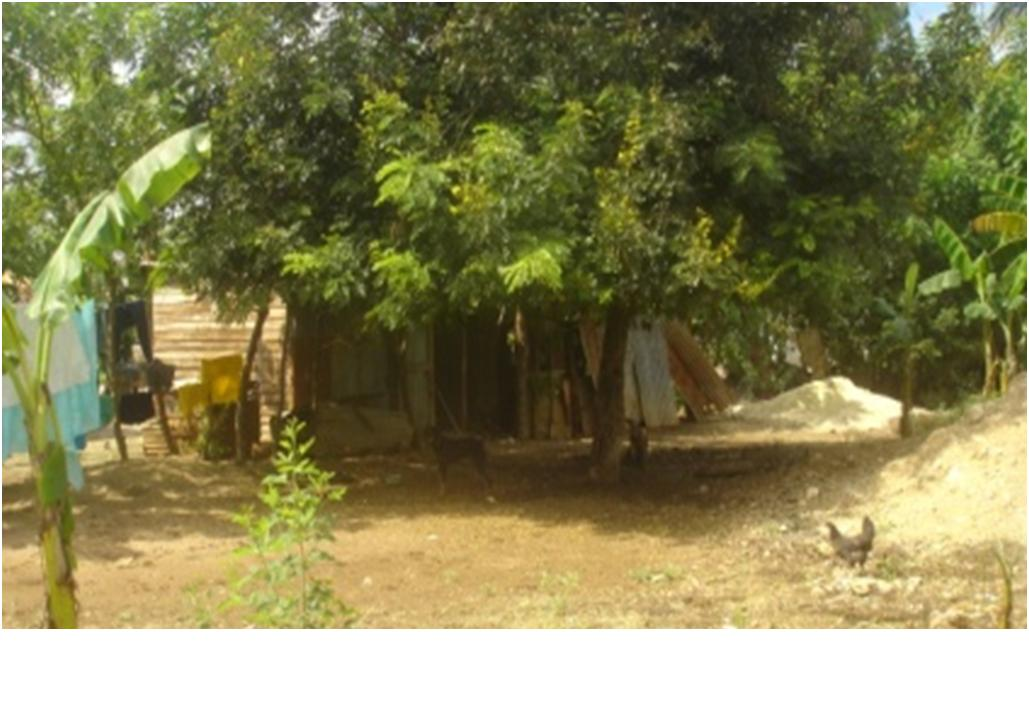
Flora y fauna de El Brisal

En cuanto a la flora y vegetación existe una variedad de árboles frutales, como el persea americana (aguacate), mangifera indica (mango), cocos nucifera (coco), pronus armeniaca (albaricoque) que es poco abundante, el tamarindus indica (tamarindo), la annona muricata (guanábana), psidium guajava (guayaba), pronus avium (cereza), plátano entre otros. También se siembran plantas ornamentales. En sus alrededores se puede observar algunos árboles de caoba al lado del play de este sector.
-Fauna

La fauna es muy débil la crianza de animales, algunas personas se dedican a la crianza de gallinas y pueden verse algunas vacas. También se crían algunos perros, gatos y algunos cerdo doméstico.
También pueden verse algunos hurones, ratas grises, lagartijas y cigua palmera, el ave nacional dominicana.

## Infraestructura
La infraestructura es muy débil en este barrio, debido a los desalojos que imperaron en sus inicios las personas construían sus casas de zinc y madera, luego algunas personas han construido casas de block. 

## Salud
Este barrio no cuenta con ningún centro hospitalario o de salud, el centro más cercano es el Hospital Dr. Antonio Musa, que satisface las necesidades de salud especializada de la región Este del país. Este centro tiene 250 camas y unos 70 médicos. Además de brindar servicio al público, sirve como centro de enseñanza para los estudiantes de medicina de la Universidad Central del Este.

## Educación
Este barrio no cuenta con escuelas públicas ni liceos, sus moradores se trasladan para estudiar a la escuela ubicada en el barrio Punta de Garza y a la escuela Juan Vicente Moscoso. En cuanto a la educación privada. Este sector cuenta con dos pequeños colegios infantiles.

## Economía

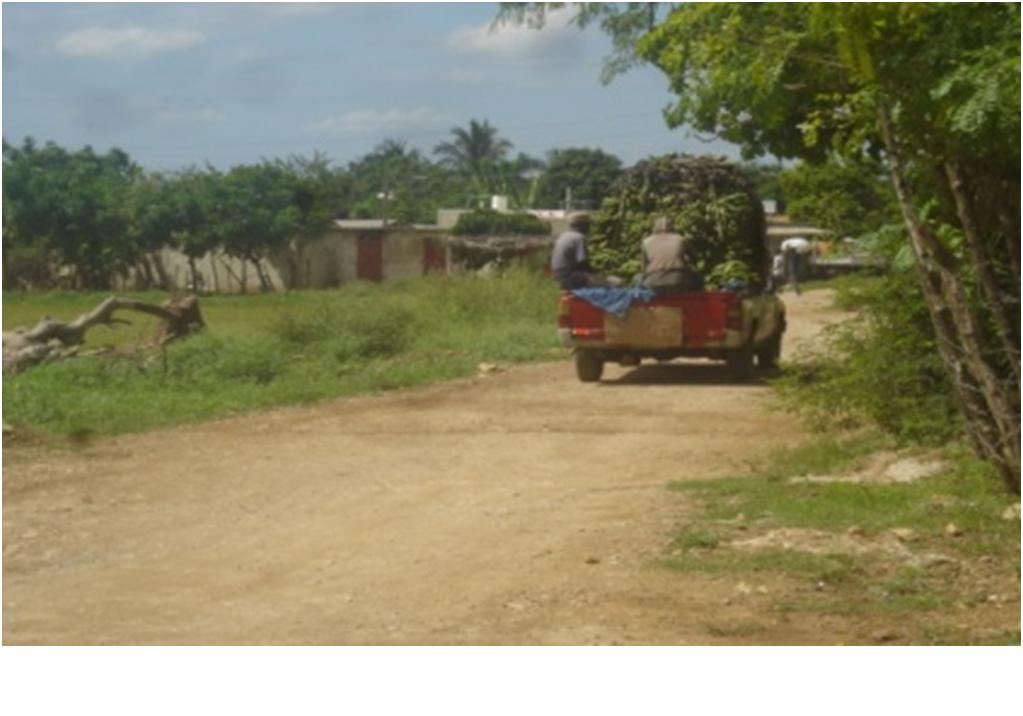
Actividad comercial informal en El Brisal

Este es un barrio que puede gozar de algunos privilegios como otros barrios, agua potable y luz eléctrica. La economía de este sector no es tan desarrollada, muchos de sus moradores laboran en Zonas Francas, bancas de loterías y negocios propios de comercio informal, como el cultivo y compra de vegetales y hortalizas para luego venderlos en sus casas y en el mercado municipal de San Pedro de Macorís.
También tiene una purificadora de agua ubicada en la calle principal, tiene 3 mini-acueductos y también tiene algunos colmados. Cuenta también con una iglesia católica, una adventista y nueve iglesias evangélicas pentecostales.

## Actividades Culturales y Deportivas

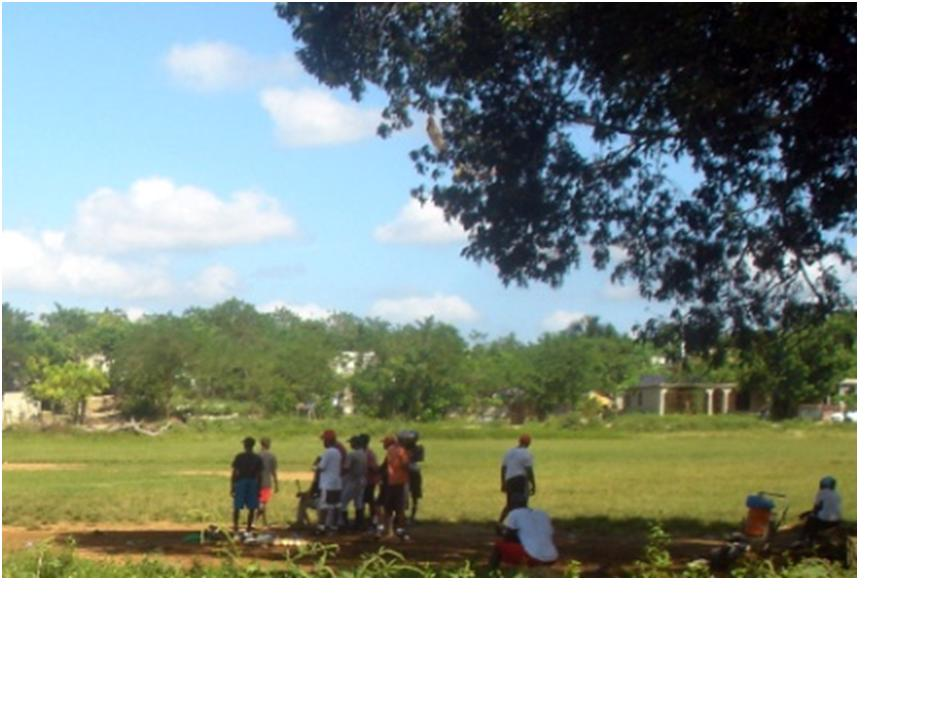
Actividad deportiva en el sector

### Danza
Este es un barrio que está en desarrollo pero aún no cuenta con agrupaciones de canto ni actividades folklóricas, actualmente se están impartiendo clases de danza. En el barrio algunos jóvenes bailan bachata.

### Deporte
En este barrio se practica baseball, softball y basketball, está en proyecto la construcción de una cancha de basketball.